# Aït Boumahdi
Aït Boumahdi (At Bu Mahdi) est une commune de la wilaya de Tizi Ouzou en Algérie. Elle se situe dans la région de Grande Kabylie et de la daïra d'Ouacif.

## Géographie

### Localisation
La commune d'Aït Boumahdi se situe au sud de la wilaya de Tizi Ouzou. Elle est délimitée :
| Aït Toudert                 |                                        | Ouacif |
| Agouni Gueghrane            | Aït Boumahdi                           |        |
| Bechloul (wilaya de Bouira) | Saharidj, El Adjiba (wilaya de Bouira) |        |

### Localités de la commune
La commune d'Aït Boumahdi est composée de cinq Localités :
- Aït Boumadhi, chef lieu de la commune
- Aït Agad
- Timeghras
- Aït Abdellali
- Tiroual